# Amuschinas
Amuschinas (también llamada Amuschina) es una pequeña localidad del departamento San Blas de los Sauces, provincia de La Rioja, Argentina.
Se accede a través de la Ruta Nacional 40.

## Geografía

### Población
Está incluida dentro del aglomerado Salicas - San Blas que cuenta con una población de 3,918 habitantes (Indec, 2010). Esta cifra incluye Alto de la Cruz, Maicón y Los Bañados.

### Sismicidad
La sismicidad de la región de La Rioja es frecuente y de intensidad baja, y un silencio sísmico de terremotos medios a graves cada 30 años en áreas aleatorias. Sus últimas expresiones se produjeron:
- 12 de abril de 1899 (125 años), a las 16.10 UTC-3 con 6,4 Richter; como en toda localidad sísmica, aún con un silencio sísmico corto, se olvida la historia de otros movimientos sísmicos regionales (terremoto de La Rioja de 1899)
- 24 de octubre de 1957 (67 años), a las 22.07 UTC-3 con 6,0 Richter (terremoto de Villa Castelli de 1957): además de la gravedad física del fenómeno se unió el olvido de la población a estos eventos recurrentes
- 28 de mayo de 2002 (22 años), a las 0.03 UTC-3, con 6,0 escala Richter (terremoto de La Rioja de 2002)[1]